# Сент-Ліборі (Небраска)
Сент-Ліборі (англ. St. Libory) — переписна місцевість (CDP) в США, в окрузі Говард штату Небраска. Населення — 241 особа (2020).

## Географія
Сент-Ліборі розташований за координатами 41°4′56″ пн. ш. 98°21′33″ зх. д. / 41.08222° пн. ш. 98.35917° зх. д. (41.082140, -98.359077).  За даними Бюро перепису населення США в 2010 році переписна місцевість мала площу 0,86 км², уся площа — суходіл.

## Демографія
Згідно з переписом 2010 року, у переписній місцевості мешкали 264 особи в 97 домогосподарствах у складі 76 родин. Густота населення становила 307 осіб/км².  Було 109 помешкань (127/км²).
Расовий склад населення:
| - 97,7 % — білих - 1,5 % — корінних американців - 0,4 % — чорних або афроамериканців |

До двох чи більше рас належало 0,4 %. Частка іспаномовних становила 0,0 % від усіх жителів.
За віковим діапазоном населення розподілялося таким чином: 30,7 % — особи молодші 18 років, 60,6 % — особи у віці 18—64 років, 8,7 % — особи у віці 65 років та старші. Медіана віку мешканця становила 34,0 року. На 100 осіб жіночої статі у переписній місцевості припадало 95,6 чоловіків;  на 100 жінок у віці від 18 років та старших — 103,3 чоловіків також старших 18 років.
Середній дохід на одне домашнє господарство  становив 78 248 доларів США (медіана — 70 625), а середній дохід на одну сім'ю — 93 295 доларів (медіана — 88 000). За межею бідності перебувало 4,7 % осіб, у тому числі 0,0 % дітей у віці до 18 років та 28,6 % осіб у віці 65 років та старших.
Цивільне працевлаштоване населення становило 182 особи. Основні галузі зайнятості: виробництво — 25,3 %, освіта, охорона здоров'я та соціальна допомога — 23,6 %, фінанси, страхування та нерухомість — 18,1 %.